# Miss Mundo 1990
Miss Mundo 1990 fue la 40.ª edición del certamen de Miss Mundo, se realizó el 8 de noviembre de 1990 en el London Palladium, en Londres, Reino Unido. La ganadora de esta edición fue Gina Marie Tolleson, de Estados Unidos. Ella fue coronada por Aneta Beata Kreglicka de Polonia, quien fue Miss Mundo 1989.

## Resultados
| Posiciones              | Candidata |
| ----------------------- | --- |
| Miss Mundo 1990         | - Estados Unidos - Gina Marie Tolleson |
| 1.ª finalista           | - Irlanda - Siobhan McClafferty |
| 2.ª finalista           | - Venezuela - Sharon Raquel Luengo González |
| 3.ª finalista           | - Finlandia - Nina Björkfelt |
| 4.ª finalista           | - Nueva Zelanda - Adele Valerie Kenny |
| Semifinalistas (Top 10) | - Aruba - Gwendolyne Charlotte Kwidama - Holanda - Gabrielle Stap - Jamaica - Erica Aquart - Polonia - Ewa María Szymczak - Turquía - Julide Ateş |

### Premios especiales
- Miss Personalidad:  Nigeria - Sabina Umeh
- Miss Fotogénica:  Venezuela - Sharon Luengo

### Reinas Continentales
- África:  Kenia - Aisha Lieberg
- América:  Estados Unidos - Gina Tolleson
- Asia y Oceanía:  Nueva Zelanda - Adele Kenny
- Caribe:  Jamaica - Erica Aquart
- Europa:  Irlanda - Siobhan McClafferty

## Panel de Jueces
| - Eric Morley - Krish Naidoo - Josie Fonseca - Michael Ward - Kimberley Santos, Miss Mundo 1980 de Guam - Wilnelia Merced, Miss Mundo 1975 de Puerto Rico - Ralph Halpern - Rob Brandt | - Knut Meiner - Ruth Moxnes - Thomas Ledin - Terje Aass - Ann-Mari Albertsen - Jarle Johansen - Ingeborg Sorensen |

## Candidatas
81 candidatas de todo el mundo se presentaron en este certamen.
| País                                 | Candidata                                    | Edad | Ciudad                      | Puntaje Preliminar |
| ------------------------------------ | -------------------------------------------- | ---- | --------------------------- | ------------------ |
| Alemania                             | Christiane Stockerberg                       | 23   | Darmstadt                   | 39                 |
| Argentina                            | Romina Maria Rosales Laramie                 | 19   | Buenos Aires                | 31                 |
| Aruba                                | Gwendolyne Charlotte Kwidama                 | 20   | San Nicolaas                | 42                 |
| Australia                            | Karina Michelle Brown                        | 19   | Sídney                      | 39                 |
| Austria                              | Carina Friedberger                           | 20   | Eisenerz                    | 33                 |
| Bahamas                              | Lisa Gizelle Strachan                        | 19   | Nassau                      | 34                 |
| Barbados                             | Cheryl Jean Brewster                         | 22   | Saint Philip                | 32                 |
| Bélgica                              | Katia Alens Marck                            | 23   | Amberes                     | 33                 |
| Belice                               | Ysela Antonia Zabaneh Gonzalez               | 20   | Mango Creek                 | 31                 |
| Bolivia                              | Daniela Carmen Domínguez Herrera             | 17   | Tarija                      | 32                 |
| Brasil                               | Karla Cristina Kwiatkowski Da Silva          | 20   | Curitiba                    | 36                 |
| Bulgaria                             | Violeta Galabova Kleneva                     | 18   | Sofía                       | 31                 |
| Canadá                               | Natasha Patricia Palewandrem                 | 22   | Ottawa                      | 36                 |
| Checoslovaquia                       | Andrea Roškovičová                           | 19   | Březnice                    | 33                 |
| Chile                                | María Isabel Jara Pizarro                    | 21   | Santiago                    | 36                 |
| Chipre                               | Emilia Dionissia Groutidou                   | 18   | Nicosia                     | 30                 |
| Colombia                             | Angela Mercedes Mariño Ortiz                 | 19   | Bogotá                      | 38                 |
| Corea del Sur                        | Ko Hyeon-jeong                               | 19   | Seúl                        | 35                 |
| Costa Rica                           | Andrea Murillo Fallas                        | 20   | Heredia                     | 32                 |
| Curazao                              | Jacqueline Nelleke Josien van Krijger        | 23   | Willemstad                  | 34                 |
| Dinamarca                            | Charlotte Christiansen                       | 23   | Copenhague                  | 35                 |
| Egipto                               | Dalia El Behery                              | 20   | El Cairo                    | 31                 |
| El Salvador                          | María Elena Henríquez Piedra                 | 20   | San Salvador                | 32                 |
| España                               | María del Carmen Carrasco García de la Torre | 22   | Alcobendas                  | 33                 |
| Estados Unidos                       | Gina Marie Tolleson                          | 21   | Charleston                  | 48                 |
| Filipinas                            | Antonette Viviane Elizalde Ballesteros       | 23   | Manila                      | 30                 |
| Finlandia                            | Nina Björkfelt                               | 22   | Turku                       | 40                 |
| Francia                              | Gaëlle Simone Voiry                          | 21   | Lyon                        | 30                 |
| Ghana                                | Dela Kane Tamakole                           | 23   | Acra                        | 30                 |
| Gibraltar                            | Sarah Ann Yeats                              | 18   | Gibraltar                   | 33                 |
| Grecia                               | Sophia Lafkiotimou                           | 19   | Atenas                      | 31                 |
| Guam                                 | Mary Dianita Esteban Geduriagao              | 22   | Dededo                      | 32                 |
| Guatemala                            | María del Rosario Pérez Aguilar              | 25   | Ciudad de Guatemala         | 31                 |
| Holanda                              | Gabrielle Stapp Holmss                       | 21   | La Haya                     | 45                 |
| Honduras                             | Claudia Bendaña McCausland                   | 21   | Tegucigalpa                 | 31                 |
| Hong Kong                            | Elaine Maria da Silva                        | 18   | Sai Kung                    | 31                 |
| Hungría                              | Kinga Czuczor                                | 20   | Budapest                    | 32                 |
| India                                | Naveeda Mehdi                                | 18   | Bombay                      | 35                 |
| Irlanda                              | Siobhan McClafferty                          | 20   | Dublín                      | 42                 |
| Islandia                             | Ásta Sigríður Einarsdóttir                   | 19   | Garðabær                    | 30                 |
| Islas Caimán                         | Bethea Michelle Christiansson                | 17   | Gran Caimán                 | 31                 |
| Islas Cook                           | Angela Manarang Viirahki                     | 23   | Rarotonga                   | 30                 |
| Islas Vírgenes Británicas            | Suzanne Spencer                              | 22   | Tórtola                     | 34                 |
| Islas Vírgenes de los Estados Unidos | Keima Akintobi                               | 17   | Saint Thomas                | 38                 |
| Israel                               | Ariela Vukovina Tessler                      | 18   | Tel Aviv                    | 30                 |
| Italia                               | Cristina Gavagnini                           | 19   | Trieste                     | 32                 |
| Jamaica                              | Erica Jean Aquart                            | 20   | Kingston                    | 43                 |
| Japón                                | Tomoko Iwasaki                               | 20   | Shizuoka                    | 31                 |
| Kenia                                | Aisha Wawira Lieberg                         | 19   | Embu                        | 32                 |
| Letonia                              | Velga Bražņevica                             | 23   | Riga                        | 38                 |
| Luxemburgo                           | Beata Jarzyńska                              | 18   | Luxemburgo                  | 30                 |
| Macao                                | Alexandra Paula Costa Do Mendes              | 19   | Macao                       | 31                 |
| Madagascar                           | Ellys Razamaniviao                           | 20   | Antananarivo                | 31                 |
| Malta                                | Karen Demicolini                             | 18   | Żejtun                      | 30                 |
| Mauricio                             | Marie Desirée Audrey Pitchen                 | 23   | Distrito de Plaines Wilhems | 30                 |
| México                               | Luz María Mena Basso                         | 23   | Mérida                      | 40                 |
| Namibia                              | Ronelynn Liebenberg                          | 22   | Windhoek                    | 30                 |
| Nigeria                              | Sabina Ifeoma Umeh                           | 21   | Lagos                       | 30                 |
| Noruega                              | Ingeborg Klare Kolseth                       | 20   | Oppland                     | 33                 |
| Nueva Zelanda                        | Adele Valerie Kenny                          | 17   | Napier                      | 41                 |
| Panamá                               | Madelaine Leignadier Dawson                  | 20   | Ciudad de Panamá            | 30                 |
| Papúa Nueva Guinea                   | Nellie Tana Ban                              | 23   | Puerto Moresby              | 30                 |
| Paraguay                             | Alba María Cordero Rivalls                   | 21   | Asunción                    | 32                 |
| Perú                                 | Gisselle Martínez                            | 21   | Surco                       | 39                 |
| Polonia                              | Ewa Maria Szymczakowska                      | 23   | Varsovia                    | 40                 |
| Portugal                             | Filomena Paula Dias Miranda Marques          | 22   | Lisboa                      | 32                 |
| Puerto Rico                          | Magdalena Isabela Pabón Rivera               | 23   | San Juan                    | 35                 |
| Reino Unido                          | Helen Ginneth Upton                          | 19   | Birmingham                  | 38                 |
| República Dominicana                 | Brenda Isidora Marte Lajara                  | 21   | Santo Domingo               | 31                 |
| Rumania                              | Mihaela Irina Raescu                         | 22   | Craiova                     | 35                 |
| Singapur                             | Karen Anna Frances Ng                        | 17   | Singapur                    | 30                 |
| Sri Lanka                            | Angela Mary Jane Gunasekera                  | 23   | Colombo                     | 30                 |
| Suecia                               | Daniela Jessica Maria Almen                  | 19   | Västerås                    | 33                 |
| Suiza                                | Priscilla Leimgruber                         | 20   | Bulle                       | 30                 |
| Tailandia                            | Panida Umsaardtrakul                         | 19   | Bangkok                     | 30                 |
| Trinidad y Tobago                    | Guenevere Helen Kelshall                     | 22   | Puerto España               | 35                 |
| Turquía                              | Jülide Ateş                                  | 19   | Estambul                    | 41                 |
| Unión Soviética                      | Lauma Zemzare Rovynkina                      | 19   | Moscú                       | 37                 |
| Uruguay                              | María Carolina Casalia Abelia                | 19   | Montevideo                  | 33                 |
| Venezuela                            | Sharon Raquel Luengo González                | 19   | Maracaibo                   | 48                 |
| Yugoslavia                           | Ivona Brnelić                                | 18   | Rijeka                      | 31                 |

## Grupos Continentales
| África, Asia y Oceanía - Egipto - Ghana - Kenia - Madagascar - Mauricio - Namibia - Nigeria - Australia - Guam - Islas Cook - Corea - Filipinas - Hong Kong - India - Japón - Macao - Nueva Zelanda - Papúa Nueva Guinea - Singapur - Sri Lanka - Tailandia América e Islas del Caribe - Argentina - Belice - Bolivia - Brasil - Canadá - Chile - Colombia - Costa Rica - El Salvador - Estados Unidos - Guatemala - Honduras - México - Panamá - Paraguay - Perú - Puerto Rico - Uruguay - Venezuela | - Aruba - Bahamas - Barbados - Curazao - Islas Caimán - Islas Vírgenes Británicas - Islas Vírgenes de los Estados Unidos - Jamaica - República Dominicana - Trinidad y Tobago Europa - Alemania - Austria - Bélgica - Bulgaria - Checoslovaquia - Chipre - Dinamarca - España - Finlandia - Francia - Gibraltar - Grecia - Holanda - Hungría - Islandia - Irlanda - Israel - Italia - Letonia - Luxemburgo - Malta - Noruega - Polonia - Portugal - Reino Unido - Rumania - Suecia - Suiza - Turquía - Unión Soviética - Yugoslavia |

## Acerca del concurso

### Debut
- Rumania compitió por primera vez en Miss Mundo, después de que la Organización Mundial permitiera a la nación para enviar una representante a competir después de la revolución de 24 años que afectó a este país de Europa del Este.

### Retiros
- Ecuador
- Líbano
- Malasia
- Suazilandia
- Taiwán

### Regresos
- Compitió por última vez en 1974.
  -  Madagascar
- Compitió por última vez en 1987. 
  -  Brasil
- Compitieron por última vez en 1988.
  -  Barbados
  -  Bulgaria
  -  Egipto
  -  India
  -  Islas Cook
  -  Islas Vírgenes Británicas
  -  Uruguay

## Crossovers
| Miss Universo - 1989: Trinidad y Tobago - Guenevere Helen Kelshall - 1990: Alemania - Christiane Stocker (Miss Simpatía) - 1990: Aruba - Gwendolyne Kwidama - 1990: Belice - Ysela Zabaneh - 1990: Egipto - Dalia El Behery - 1990: Francia - Gaëlle Voiry - 1990: Nigeria - Sabina Umeh - 1990: Turquía - Julide Ateş (Top 10) - 1991: Bélgica - Katia Alens - 1991: Curazao - Jacqueline Josien (Top 10) - 1991: Ghana - Dela Tamakole - 1991: Irlanda - Siobhan McClafferty (Miss Fotogénica) - 1991: Islas Caimán - Bethea Michelle Christian - 1991: Namibia - Ronel Liebenberg - 1991: Reino Unido - Helen Upton - 1992: Kenia - Aisha Wawira Lieberg Miss Internacional - 1989: Paraguay - Alba María Cordero - 1990: Bélgica - Katia Alens (Top 15) - 1990: Costa Rica - Andrea Murillo - 1990: Luxemburgo - Bea Jarzyńska - 1990: Polonia - Ewa Maria Szymczak (Top 15) - 1991: Hungría - Kinga Czuczor - 1991: Reino Unido - Helen Upton (Top 15) Miss Europa - 1991: Bélgica - Katia Alens - 1991: Francia - Gaëlle Voiry - 1991: Polonia - Ewa Maria Szymczak (Semifinalista) - 1992: Malta - Karen Demicoli | Miss Intercontinental - 1989: República Dominicana - Brenda Marte (Ganadora) Miss Escandinavia - 1991: Finlandia - Nina Björkfelt (Ganadora) - 1991: Islandia - Ásta Sigríður Einarsdóttir Miss Hawaiian Tropic - 1990: Curazao - Jacqueline Josien Reina de Europa - 1991: Polonia - Ewa Maria Szymczak (Ganadora) Miss Mar Báltico - 1991: Letonia - Velga Bražņevica - 1991: Polonia - Ewa Maria Szymczak (Segunda finalista) Miss All-Nations - 1989: España - María del Carmen Carrasco - 1990: Belice - Ysela Zabaneh - 1990: Guatemala - María del Rosario Pérez - 1990: Noruega - Ingeborg Kolseth Reina Sudamericana - 1991: Colombia - Angela Mariño Miss Hispanidad - 1990: Perú - Gisselle Martínez Miss Café - 1991: República Dominicana - Brenda Marte - 1992: Costa Rica - Andrea Murillo Miss Maja - 1985: España - María del Carmen Carrasco Miss Latinoamérica - 1986: España - María del Carmen Carrasco |